# Ninja Hattori (videojuego)
Ninja Hattori-kun (忍者ハットリくん?  lit. "Little Ninja Hattori") es un videojuego de plataformas de Hudson Soft para Family Computer publicado, exclusivamente en Japón, en 1986. Se basa en el manga homónimo creado por el dúo Fujiko Fujio, que más tarde se convirtió en una serie de anime cuya emisión coincidió aproximadamente con el lanzamiento del juego.